# Збірна Олдерні з футболу
Збірна Олдерні з футболу — національна команда, яка представляє Олдерні на міжнародних змаганях з футболу. Керується футбольною асоціацією Олдерні.